# Materia reservada (programa de televisión)
Materia reservada fue un programa de televisión producido por Mandarina y emitido en Telecinco desde el 25 de enero de 2012 hasta el 6 de febrero de 2013, ya que el programa fue cancelado por razones presupuestarias.
El espacio rememoraba el pasado y presente oculto de diferentes personajes públicos, generalmente vinculados a la prensa del corazón mediante reportajes de investigación de actualidad.
Anteriormente era un programa de emisión ocasional, presentado por Santi Acosta, que fue emitido en la madrugada de los miércoles y el día 6 de septiembre de 2012 se emitió en la madrugada del jueves. Sin embargo, el 15 de enero de 2013, el programa comenzó una segunda etapa en el acess prime time y en el late night de Telecinco con Emma García, renovando la imagen gráfica y añadiendo un plató, ya que anteriormente no lo había.

## Historia
El formato se estrenó inicialmente no como un programa con vocación de permanencia, sino como una serie de especiales dedicados a una celebridad pública distinta. Como consecuencia, el programa carecía incluso de título. De ese modo, la primera emisión del especial estuvo centrado en el caso de la desaparición de Marta del Castillo, emitido el 7 de diciembre de 2011. Tal fue el éxito del espacio, que la productora propició su continuidad, emitiéndose posteriormente especiales como el clan de la familia Janeiro en Ambiciones, el Caso Urdangarin, entre otros, y ambos con muy buenos registros de audiencia.
El 25 de enero de 2012, fue cuando el programa adquiere una marca con identidad propia adoptando el nombre Materia reservada.
Materia reservada se estrenó el miércoles 25 de enero de 2012 en horario de madrugada (late night), con periodicidad semanal y de la mano de Santi Acosta con la colaboración de Gemma López, Antonio Montero, Diego Arrabal y Cristina Fernández, entre otros. El programa nació como sustituto del programa Enemigos íntimos tras su desaparición, con el objetivo de lavar la imagen de Telecinco, a causa de las críticas, tras la polémica situación que vivió la cadena en octubre de 2011 con la entrevista a Rosalía Fernández, la madre de "El Cuco" en La Noria.
Fue estrenado en la noche del 25 de enero a las 00:20 horas y visto por 774 mil espectadores y el 9,7% de audiencia. En su debut, ocupó el primer puesto de la madrugada y lo más visto de esa franja horaria, sin embargo, obtuvo un dato discreto comparado con otras entregas ya emitidas.
El 15 de enero de 2013, el programa comenzó una nueva etapa en el acess prime time y en el late night de Telecinco, renovando la imagen gráfica y añadiendo un plató, ya que anteriormente no lo había. El programa pasó a ser presentado por Emma García y a tener colaboradores para entrevistar a uno o varios personajes famosos cada semana.
El 9 de febrero de 2013, se dio a conocer la noticia de que el programa se cancelaba definitivamente de la parrilla de Telecinco debido a motivos presupuestarios. Así, la última emisión del programa tuvo lugar el 6 de febrero de 2013.

## Formato
Materia reservada aborda la actualidad social de los principales personajes públicos y están acompañados de reportajes de investigación sobre la vida de los famosos. Su primera emisión, en este caso, fue acerca del torero José Ortega Cano. La estructura del programa consta de dos partes: un reportaje de hemeroteca en el que confluyen artículos de prensa escrita como las revistas del corazón, los periódicos y la emisión de imágenes del personaje como apariciones televisivas, grabaciones, entre otras.

### Antecedentes
El programa recordó a otros formatos del pasado como Enemigos íntimos, Hormigas blancas o Nada es igual, todos emitidos en la misma cadena.

### Reportajes
2011
- 7 de diciembre de 2011: Marta del Castillo: Mil días sin Marta – 1.650.000 y 14,5% de share.
- 21 de diciembre de 2011: Jesulín de Ubrique: El ocaso de Ambiciones – 1.620.000 y 19,7% de share.

2012
- 4 de enero de 2012: Iñaki Urdangarin: El Caso Urdangarin – 1.746.000 y 18,1% de share.
- 25 de enero de 2012: José Ortega Cano: Su último toro – 774.000 y 9,7% de share.
- 1 de febrero de 2012: El secreto de José Bretón – 990.000 y 13,9%  de share.
- 7 de febrero de 2012: Jaime de Marichalar: A la sombra de Urdangarín – 1.049.000 y 13,0% de share.
- 14 de febrero de 2012: Iñaki y Cristina responden – 1.346.000 y 18,7% de share.
- 21 de febrero de 2012: Iñaki y Cristina: cuenta atrás – 836.000 y 14,2% de share.
- 7 de marzo de 2012: Isabel Sartorius, en exclusiva – 520.000 y 11,8% de share.
- 21 de junio de 2012: Marbella: El retrato de la corrupción – 1.985.000 y 13,8% de share.
- 6 de septiembre de 2012: El Códice Calixtino, ¿el robo del siglo? – 432.000 y 9,4% de share.

2013
- 15 de enero de 2013: Reconstrucción del final de Manuel Mota - 793.000 y 10,0% de share.
- 22 de enero de 2013: Guerra entre ex parejas - 1.135.000 y 14,0% de share.
- 30 de enero de 2013: ¿Aguantarán Arturo y David los dolores de un parto? - 911.000 y 12,6% de share.
- 6 de febrero de 2013: Urdangarín y el dilema de la infanta Cristina - 902.000 y 14,3% de share.

## Equipo

### Equipo técnico
- Producción: Mandarina
- Producción ejecutiva: Edelmira Rodríguez
- Dirección: Alberto Pierres / Begoña Padrón /Idoia Bilbao

### Presentador
- 2011 - 2012  Santi Acosta
- 2013  Emma García

### Colaboradores
- (2011-2013)  Gema López
- (2011-2013)  Antonio Montero
- (2011-2013)  Diego Arrabal
- (2011-2013)  Cristina Fernández
- (2011-2013)  Sandra Aladro
- (2011-2013)  Paloma García-Pelayo
- (2011-2013)  Tino Torrubiano
- (2011-2013)  Jaime Peñafiel
- (2011-2013)  Consuelo Font
- (2011-2013)  Marisa Martín Blázquez
- (2011-2013)  Paloma Barrientos
- (2011-2013)  Isabel Rábago
- (2011-2013)  Beatriz Cortázar

## Audiencia
Estas han sido las audiencias de las temporadas del programa Materia Reservada.
| Edición                              | Fecha | Cadena    | Espectadores | Share |
| ------------------------------------ | ----- | --------- | ------------ | ----- |
| Materia reservada: Primera temporada | 2011  | Telecinco | 1.635.000    | 17,1% |
| Materia reservada: Segunda temporada | 2012  | Telecinco | 1.075.000    | 13,6% |
| Materia reservada: Tercera temporada | 2013  | Telecinco | 935.000      | 12,7% |